# 23294 Sunao
23294 Sunao è un asteroide della fascia principale. Scoperto nel 2000, presenta un'orbita caratterizzata da un semiasse maggiore pari a 2,3622015 UA e da un'eccentricità di 0,2165030, inclinata di 4,90072° rispetto all'eclittica.